# Sadd el-Kafara
Sadd el-Kafara ("Presa de los Infieles o Paganos") era una presa o dique de mampostería en Wadi al-Garawi, a 10 km al sureste de Helwan, en el Gobernorato o provincia de Helwan y a 30 km al sur de El Cairo, Egipto. La presa fue construida en la primera mitad del tercer milenio a. C. por los antiguos egipcios, para controlar las inundaciones y es la presa más antigua de ese tamaño en el mundo. La presa nunca se completó y estuvo en construcción durante 10–12 años, antes de ser destruida por una inundación. 
Fue redescubierta por Georg Schweinfurth en 1885.

## Especificaciones
La presa no se concluyó, pero tenía aproximadamente 111 m de largo y 14 m de alto, con un ancho de base de 98 m y ancho de cresta de 56 m. El núcleo de la presa tenía 32 m de ancho y estaba formada por 60.000 toneladas de tierra y relleno de roca. Rodeando al núcleo había dos muros de capas de escombros y de estructura para relleno de roca sin rellenar. El muro de aguas abajo tenía aproximadamente 37 m de ancho y el de aguas arriba aproximadamente 29 m, y abarcaban 2900 m³ de materiales. Los muros de aguas arriba y de aguas abajo de la presa estaban construidos con sillares de caliza. Los sillares estaban colocados coldos en hileras escalonadas, pero sin mortero. Cada sillar medía aproximadamente 30 cm de alto, 45 cm de ancho, 80 cm de largo y unos 23 kg.

## Destrucción
Debido a la erosión de la cara aguas abajo de la presa incompleta y a su falta de aliviadero, se cree que una inundación la destruyó. Además, no había indicios de una zanja o túnel que hubiera desviado el agua en el wadi que rodeaba la obra. La construcción de la parte superior de la presa estaba casi terminada, pero la parte inferior estaba mucho menos desarrollada. La cresta de la presa se inclinaba hacia el centro, que los ingenieros podrían haber previsto utilizar como aliviadero. No obstante, como la parte superior de la presa no estaba descabezada, no estaba protegida de las aguas de crecida que sobrepasaran la cresta. La proximidad de la presa al fértil río Nilo y la distancia a las poblaciones indican que se construyó para protegerse de este tipo de eventos, similares a los que todavía se producen hoy en día. Si se hubiera completado, la presa habría almacenado entre 465 000 m³ y 625 000 m³ de agua y las inundaciones habrían hecho que el embalse se desbordara hacia los wadis paralelos adyacentes. El fracaso de la presa probablemente hizo que los ingenieros egipcios fueran reacios a construir otra durante casi ocho siglos.
Otro indicio de que la presa puede haber disminuido debido a una inundación, o a un desbordamiento, es que la presa, en sí misma, no contenía grandes cantidades de limo, lo que implica que la presa no duró lo suficiente como para que el río dejara una huella residual evidente en ella.